# Julius von Voss
Pour les articles homonymes, voir Voss (homonymie).
Julius von Voss, né le 24 août 1768 à Brandebourg-sur-la-Havel et décédé le 1er novembre 1832  à Berlin, est un écrivain prussien.

## Biographie
Fils d'un lieutenant-colonel et issu de la vieille famille noble von Voß (de), Julius von Voss fréquente l'école de la garnison du 36e régiment d'infanterie. Le jeune garçon s'intéresse très tôt au théâtre et à la littérature, ce qui ne plaît guère à ses parents qui préféreraient le voir entrer dans la fonction d'État. Il entre dans le 12e régiment d'infanterie "von Wunsch" de l'armée prussienne à l'âge de quatorze ans comme porte-enseigne contre la volonté de son père. La veine satirique de son chef de régiment ne lui fait pas d'amis, et il est donc affecté au 46e régiment d'infanterie "von Pfuhl (de)". Julius von Voss découvre alors l'univers des soldats, complète son éducation et commence même à réfléchir aux moyens d'améliorer la tactique militaire, mais ses réformes qui ne seront jamais appliquées.
Lors de la guerre contre la Pologne, en 1792, Julius von Voss se distingue par sa bravoure. Toutefois, des différends avec ses supérieurs et les caricatures sarcastiques qu'il en fit par la suite lui valurent des jours d'arrêt et ralentirent sa carrière.
Attendant en vain sa promotion dans la hiérarchie militaire, souffrant de pauvreté et sombrant peu à peu dans l'alcoolisme, Julius von Voss quitte finalement l'armée en 1798 et entreprend de voyager dans toute l'Europe. Après son retour à Berlin, il se consacre à l'écriture et rédige des romans, des pièces de théâtre et des articles. Son œuvre est évaluée à près de cent ouvrages, certains parlent même de plus de deux cents volumes. Ses efforts répétés pour obtenir un emploi stable au théâtre restèrent sans résultat. Après la faillite de la banque où il avait placé son argent, Julius von Voss vit dans un quartier misérable de Berlin et meurt du choléra le 1er novembre 1832. Il est enterré à l'ancien cimetière de garnison de Berlin. Julius von Voss fut marié à Helene Josefine Susanne von Voss.
Après son départ de l'armée, Julius von Voss travaille surtout à des romans et à des pièces de théâtre. Citons par exemple son roman paru en 1818 et intitulé Das Grab der Mutter in Palermo (La tombe de la mère à Palerme). En 1810, il publie Ini. Roman aus dem ein und zwanzigsten Jahrhundert (Ini. Roman du vingt-et-unième siècle) qui passe pour être le premier récit allemand de science-fiction avec son mélange d'anticipations techniques et de visions politiques. En 1821, sa comédie Der Stralauer Fischzug (La pêche miraculeuse de Strahlau) fut représentée pour la première fois à l'Opéra Royal de Berlin. L'œuvre fut certes mise en pièces par la critique de l'époque, mais le public fut enthousiaste.

## Œuvres
- (de) Beyträge zur Philosophie der Kriegskunst (Contributions à la philosophie de la guerre, 1804)
- (de) Der traverstirte Nathan der Weise. Posse in zwey Akten mit Intermessos, Chören, Tanz, gelehrtem Zweykampf, Mord und Todschlag (Nathan le sage travesti. Une farce en deux actes avec intermèdes, chœurs, danse, duel érudit, meurtre et homicide, 1807)
- (de) Farcen der Zeit, recueil de pièces de théâtre (Farces de notre époque, 1808)
- (de) Ini. Roman aus dem ein und zwanzigsten Jahrhundert, roman (Ini. Un roman du vingt-et-unième siècle, 1810)
- (de) Merkwürdiger Briefwechsel der blonden Karoline mit ihrem Liebhaber und anderen vornehmen und geringen Leuten in Berlin 1813 (L'étrange correspondance de la blonde Caroline avec son amant et d'autres personnes, viles ou nobles, à Berlin en 1813, 1813)
- (de) Fräulein, Mamsell und Jungfer Kunkeloder die Streitigkeiten in Alten Wortklau. Ein Zeitgemälde, roman (Mademoiselle, Mamselle et la vieille Kunkeloder, les disputes dans le Vieux Wortklau. Une peinture de l'époque, 1817)
- (de) Das Grab der Mutter in Palermo, roman (La tombe de la mère à Palerme, 1818)
- (de) Die sechzehn Ahnen des Grafen von Lustheim, Chronique familiale (Les seize ancêtres du comte de Lustheim, 1821)
- (de) Die Damenhüte im Theater (Les chapeaux féminins au théâtre, 1820)
- (de) Der Strahlauer Fischzug (La pêche miraculeuse de Strahlau, 1821)
- (de) Die Moden der guten alten Zeit. Ein launinges Sittengemälde aus dem Jahre 1750. Roman. Mit Illustrationen von Paul Rosié (Les modes du bon vieux temps. Une peinture des mœurs de l'année 1750. Roman. Avec des illustrations de Paul Rosié, 1827)
- (de) Spanien's Jungfrauen-Tribut an die Mauren, roman (Le tribut des vierges d'Espagne aux Maures, 1830)